# Ústav antropologie Přírodovědecké fakulty Masarykovy univerzity
Ústav antropologie Přírodovědecké fakulty Masarykovy univerzity je vědecko-pedagogické pracoviště Přírodovědecké fakulty Masarykovy univerzity v oboru antropologie, založené v roce 1993 jako Katedra antropologie a navazující na Antropologický ústav Masarykovy univerzity v Brně z let 1923–1939 v jeho původním celostním zaměření studia a výzkumu v interdisciplinárním sepětí antropologie biologické a antropologie sociokulturní.

## Charakteristika ústavu
Ústav nabízí studium antropologie v tříletém bakalářském studijním programu Antropologie, v dvouletém magisterském studijním programu Antropologie se směry Fyzická antropologie a Sociokulturní antropologie a v čtyřletém doktorském studijním programu Biologie, obor Antropologie. Ústav je také oprávněn konat v oboru antropologie rigorózní řízení – titul RNDr. získalo 15 absolventů, habilitační řízení – jmenováno 13 docentů antropologie a profesorská řízení – jmenováno 8 profesorů antropologie (stav k roku 2023).
V současnosti je vědecko-výzkumná činnost ústavu strukturována do čtyř hlavních výzkumných témat, která sledují tradiční antropologické zájmy a snaží se odpovědět na otázky „kdo jsme, odkud pocházíme a kam směřujeme“. Ústav kombinuje tato témata s řadou technologických a analytických postupů, jako jsou 3D technologie, analýza obrazu, zpracování dat pomocí PC a virtuální modelování. 
1. Člověk a prostředí v minulosti – Studium kosterních pozůstatků a jejich uložení poskytuje informace o životě a smrti historických populací, podmínkách, ve kterých žili, struktuře jejich společností i kontaktech s ostatními populacemi.
2. Člověk a prostředí v současnosti – Životní prostředí člověka prochází neustálými a intenzivními změnami, které mají dopad na podobu a fungování lidského těla. Je zkoumán vztah mezi životním prostředím moderní civilizace a tvarem lidského těla a jeho složením, reakcemi těla na stres v různých fázích vývoje nebo vliv těchto faktorů na pohlavní dospívání a lidskou sexualitu.
3. Člověk ve virtuální antropologii – V rámci Ústavu antropologie funguje Laboratoř morfologie a forenzní antropologie, která se zaměřuje na implementaci digitálních technologií do výzkumu biologických vlastností člověka a jeho kultury za využití lékařských zobrazovacích přístrojů, 3D skenerů, 3D tisk, virtuální reality nebo dronů.
4. Člověk a bezpečnost – Výzkum bezpečnosti člověka. Znalosti o biologii a morfologii těla využité k jeho přímé i nepřímé ochraně. Výzkum v oblasti bezpečnosti pro účely policejního a soudního vyšetřování, soudní medicíny nebo ochrany zdraví.

Výzkum na jednotlivých tématech je úzce provázána a prohlubuje tradiční zájem brněnské antropologie o zkoumání lidských populací a etnických skupin s přesahem do oblasti společenské a kulturní; v rámci tuzemské a mezinárodní spolupráce všechny laboratoře soustavně rozvíjejí teorii i praxi celostní (bio-socio-kulturní) antropologie na aktuální úrovni pro potřeby výuky i výzkumu. Zvláštní pozornost je věnována adaptabilitě a variabilitě lidských struktur biologických (fyzických), behaviorálních (zejména komunikace) a sociokulturních v celém kontinuu. Celostně je například rozpracovávána problematika antropologie sexuality a pohřebních ritů a rituálů.

## Historie

### 1923–1947
Brněnská antropologie byla jako vědecko-pedagogické pracoviště založena krátce po vzniku Masarykovy univerzity, ve školním roce 1923/1924. Založení ústavu je spojeno s lékařem a antropologem Vojtěchem Sukem. Ten byl v roce 1923 jmenován profesorem antropologie a etnologie na PřF MU. Výuka byla zahájena čtyřmi cykly přednášek: Somatologie člověka pro kandidáty profesury, Vybrané kapitoly ze srovnávací anatomie primátů, Původ člověka a lidstva a Vývoj školního dítěte. V roce 1927 byl ústav umístěn do budovy na Kounicově ulici. Ústav byl vybaven posluchárnami pro sto studentů, měl rozsáhlou knihovnu a tři laboratoře. Součástí ústavu byla osteologická sbírka, sbírky preparátů ze srovnávací anatomie a chovná stanice pro pokusná zvířata. V této podobě ústav fungoval až do roku 1939, kdy byly české vysoké školy uzavřeny německou okupační správou.   
Během válečného období a uzavření vysokých škol byl prof. Suk za své protirasistické názory pronásledován gestapem. Uchýlil se proto do Dvora Králové nad Labem, kde působil jako lékař v místní nemocnici. V roce 1944 byla budova Antropologického ústavu vybombardována a značná část inventáře byla zničena. Uchovala se ale pouze vědecká knihovna. Po osvobození v roce 1945 se prof. Suk spolu s kolegy vrátili zpět do Brna, aby znovu vybudovali ústav. V roce 1946 předal vedení ústavu svému žáku Jindřichu Antonínu Valšíkovi.

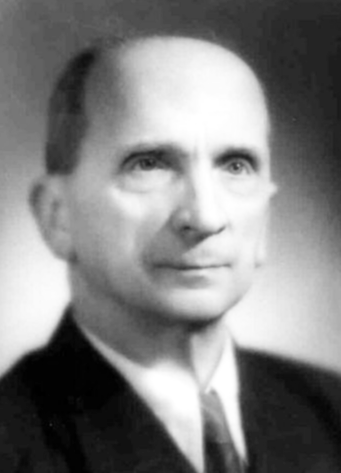
Vojtěch Suk
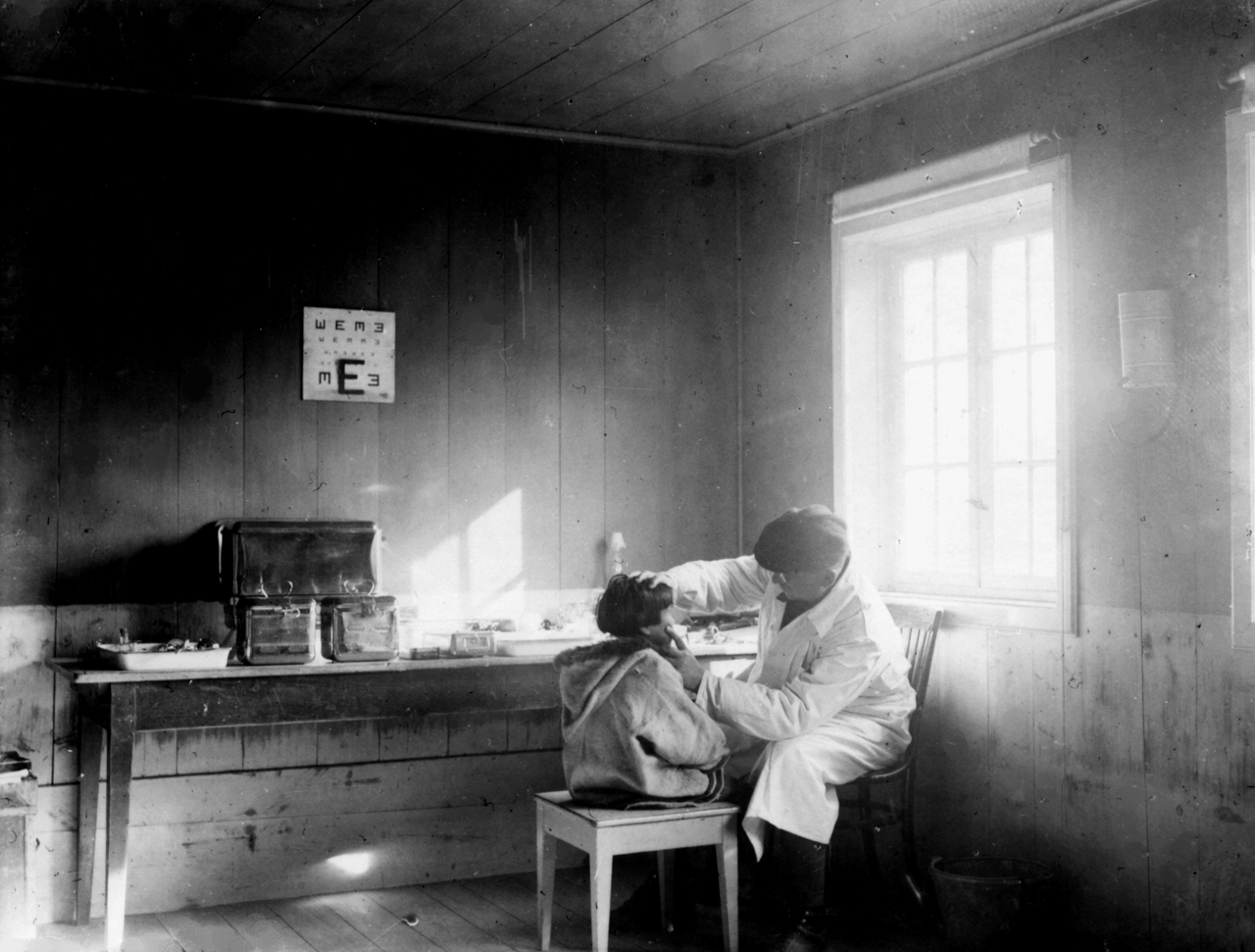
V. Suk provádí vyšetření během své výzkumné expedice na Labradoru v letech 1926 - 1927.
Pracovna V. Suka ve 30. letech 20. století.

### 1948–1989

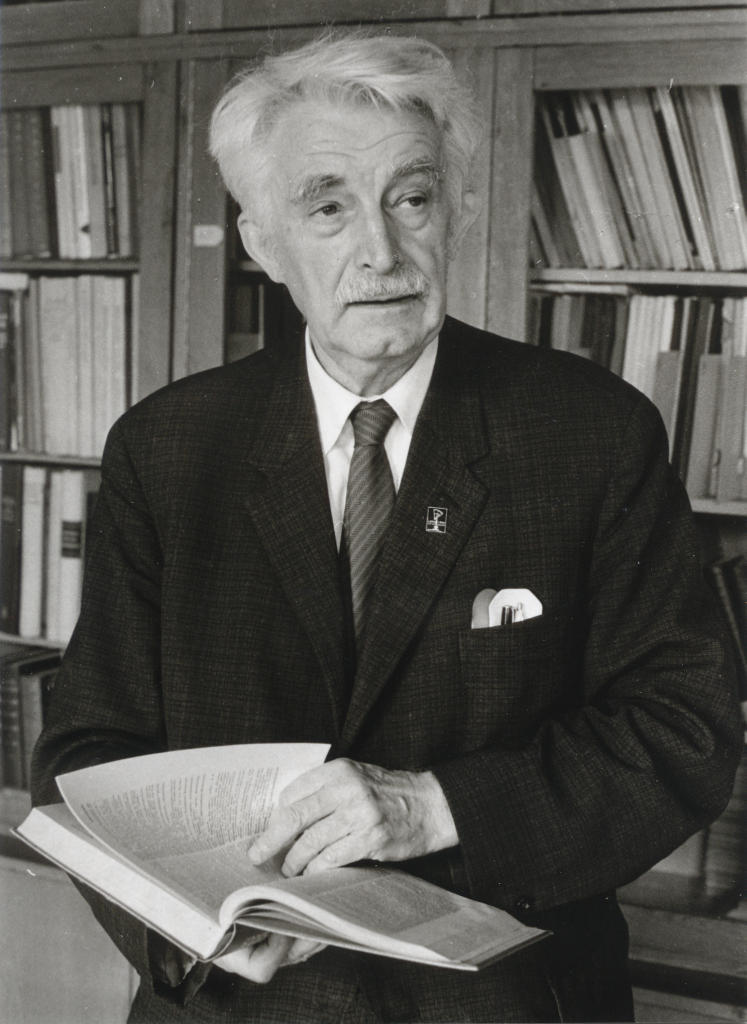
Jindřich A. Valšík

Na konci 40. let byla na zrekonstruovaném Antropologickém ústavu provedena řada antropologických výzkumů. Šlo například o výzkum řeckých dětí, které se v důsledku občanské války v Řecku uchýlily v roce 1948 do Československa, Lužických Srbů nebo Moravců na Hlučínsku. Toto období záhy po únorovém puči skončilo odchodem prof. Suka do důchodu. Jeho nástupce, prof. Valšík pak odchází z Brna do Bratislavy v roce 1953.  
V padesátých letech Antropologický ústav zůstal pouze s jediným odborným asistentem, docentkou Annou Lorencovou, pozdější vedoucí oddělení. Za těchto okolností byl Ústav přiřazen jako oddělení ke Katedře zoologie, jež byla následně přejmenována na Katedru zoologie a antropologie. Původní celostní zaměření studia a výzkumu na interdisciplinární sepětí antropologie biologické a sociokulturní bylo zredukováno a ústav se nadále zaměřoval jen na antropologii fyzickou. V roce 1969 byla antropologie přeměněna na jedno z oddělení Katedry biologie živočichů a člověka. V roce 1979 bylo oddělení přemístěno do prostor v areálu Kotlářská. Výzkumnou činnost zaměřili pracovníci oddělení antropologie v období komunistického režimu na studium vymřelých populací i živého člověka. Anna Lorencová zkoumala slovanské populace z Pohanska u Břeclavi, Znojma-Hradiště a dalších lokalit. Spolu s Janem Benešem, který na oddělení v této době přišel, se věnovali studiu dvojčat a izolovaných populací. Prof. Beneš se zaměřil na studium živého člověka a lidskou evoluci, dermatoglyfiku, variabilitu a adaptabilitu minorit zahrnujících romské etnikum a vietnamské studenty pobývající v tehdejším Československu. Všichni pracovníci Oddělení antropologie se podíleli na výzkumech československé populace pořádaných u příležitosti spartakiád. Z původního Ústavu, jehož likvidace byla připravována na rok 1990, se podařilo zachránit pouze část knihovny a antropometrický instrumentář. 

### 1990–2019
Obnova Antropologického ústavu započala v roce 1990 z iniciativy antropologa Jana Beneše, odborného asistenta Oddělení antropologie Katedry biologie živočichů a člověka. V roce 1993 došlo k ustavení Katedry antropologie, jejímž vedoucím byl jmenován. V této době akreditoval magisterské a doktorské studium a založil samostatný studijní obor Antropologie.  
Obnovenou Katedru antropologie na výzvu prof. Beneše postupně posílili archeolog a sociokulturní antropolog Jaroslav Malina (1990), anatom, morfolog a antropolog Vladimír Novotný (1991), antropoložka Eva Drozdová (1992) a  archeolog a sociokulturní antropolog Josef Unger (1996). V roce 1998 došlo ke stěhování do univerzitního areálu ve Vinařské ulici. Po smrti prof. Beneše v roce 1998 byl do čela Katedry jmenován prof. Malina. Před svým působením v antropologii se etabloval na poli experimentální archeologie a petroarcheologie. 
Období pod jeho vedením asi nejlépe charakterizuje výrazný rozvoj společensko-kulturního života Katedry, zhmotněný v pořádání kulturních událostí, výstav a uvádění řady knih, které doprovázely odborné přednášky z široké oblasti oborů. Například Kruh prstenu: Světové dějiny sexuality, erotiky a lásky od počátků do současnosti v reálném životě, krásné literatuře, výtvarném umění a dílech českých malířů a sochařů inspirovaných obsahem této knihy – zaměřený na lidskou sexualitu v nejširším smyslu nebo Antropologický slovník. Nedělitelnou součástí projektu pak byla jeho výtvarná vize, vytvořená předními českými malíři a sochaři, mezi jinými Jiřím Anderlem, Adolfem Bornem, Oldřichem Kulhánkem a desítkami dalších.  
V roce 2008 posílila řady akademických pracovníků Petra Urbanová, s jejímž jménem je spojen rozvoj výzkumu v oblasti forenzní antropologie, a především uplatnění 3D digitálních metod ve výzkumu biologie člověka.  V roce 2010 převzal po prof. Malinovi ředitelskou funkci Jiří Svoboda, významný český paleoantropolog, odborník na paleolit a geologii kvartéru. S řízením vědecké instituce měl bohaté zkušenosti, od roku 1995 působil jako vedoucí pracovník Střediska pro paleolit a paleoetnologii při Archeologickém ústavu AV ČR v Dolních Věstonicích. V této době došlo k přejmenování Katedry antropologie na Ústav antropologie a vytvořily se tři oddělení.
Oddělení biologické antropologie se pod vedením Petry Urbanové zaměřilo na studium lidské biologické variability, antropologii živého člověka, forenzní a sportovní antropologii. Oddělení paleoantropologie, vedené Jiřím Svobodou, se soustředilo na výzkum fyzické evoluce člověka v té šíři, kterou mu dovolila jedinečná naleziště jižní Moravy a Čech a také několik expedic, směřujících do afrických lokalit i za současnými lovecko-sběračskými společnostmi Ruska. Třetí oddělení, sociokulturní, vedené Jaroslavem Malinou, se plně věnovalo antropologii sexuality a antropologii smrti i terénnímu výzkumu hřbitovů a pohřebišť. Rozšíření ústavu vyvrcholilo opětovným návratem Ústavu antropologie do areálu na Kotlářské ulici, ke kterému došlo v roce 2017. V roce 2019 převzala vedení Ústavu docentka Petra Urbanová, jako první žena v jeho samostatné historii. 